# Meniscomorpha orbitalis
Meniscomorpha orbitalis là một loài tò vò trong họ Ichneumonidae.